# 德亚
德亚（西班牙語：Deyá）是西班牙巴利阿里群岛的一个市镇。总面积15平方公里，总人口654人（2001年），人口密度44人/平方公里。